# Liste der Richtfunktürme von Energieversorgungsunternehmen in Deutschland

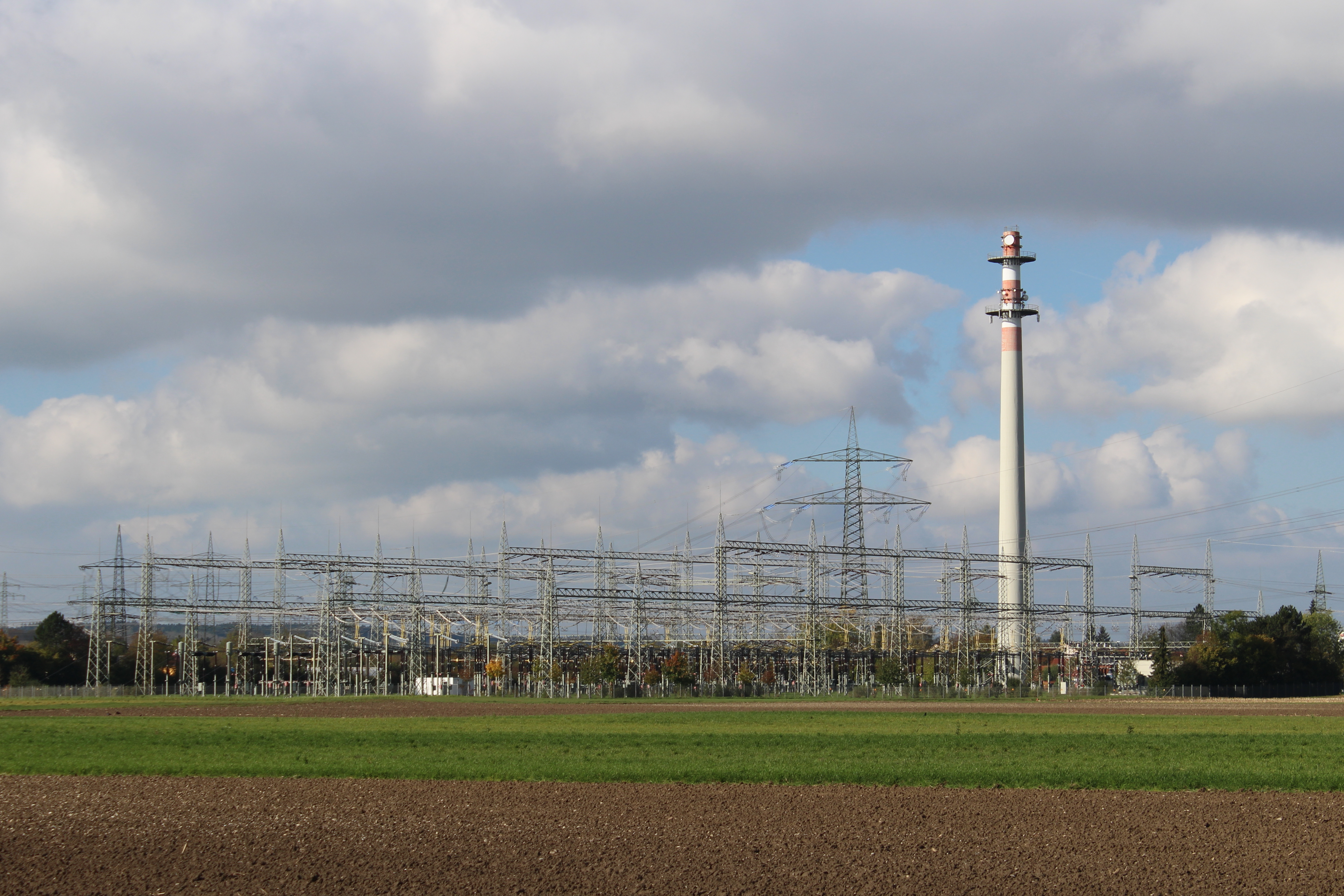
Das Umspannwerk in Vöhringen mit dem dazugehörigen Richtfunkturm

Richtfunktürme von Energieversorgungsunternehmen in Deutschland werden zur Datenübertragung zwischen Kraftwerken und Umspannwerken auf Richtfunkstrecken verwendet. Die hierfür benötigten Antennen werden auf Türmen, die zum Teil über 100 Meter hoch sind und im Regelfall auf dem Areal der jeweiligen Umspann- oder Kraftwerken stehen, aber auch auf Freileitungsmasten, Schornsteinplattformen und Dächern installiert.
Der Richtfunk wird ergänzend zu anderen Techniken (Hochspannungsleitungen per Trägerfrequenz; Mobilfunk; Kabelverbindung (Kupfer oder Lichtwellenleiter, meist als Luftkabel auf Hochspannungsfreileitungsmasten) u. a.) eingesetzt.

## Liste
| Bundesland          | Ort                      | zugeordnete Anlage                 | Koordinaten                  | Höhe    | Typ               | Baujahr | Betreiber                 | Bemerkungen                                 |
| ------------------- | ------------------------ | ---------------------------------- | ---------------------------- | ------- | ----------------- | ------- | ------------------------- | ------------------------------------------- |
| Baden-Württemberg   | Rickenbach               | UW Kühmoos                         | 47° 35′ 35″ N, 7° 57′ 52″ O  | 0? m    | Stahlfachwerkturm |         | Schluchseewerk            |                                             |
| Baden-Württemberg   | Grafenhausen-Stauferkopf | ?                                  | 47° 45′ 29″ N, 8° 12′ 14″ O  | 064 m   | Stahlbetonturm    |         | Schluchseewerk            |                                             |
| Baden-Württemberg   | Grünkraut                | UW Grünkraut                       | 47° 44′ 40″ N, 9° 38′ 49″ O  | 0? m    | Stahlfachwerkturm |         | EnBW                      |                                             |
| Baden-Württemberg   | Hüffenhardt              | UW Hüffenhardt                     | 49° 17′ 46″ N, 9° 5′ 30″ O   | 116 m   | Stahlfachwerkturm |         | EnBW                      | (unweit KKW Obrigheim)                      |
| Baden-Württemberg   | Kehl                     | UW Kehl                            | 48° 34′ 48″ N, 7° 49′ 13″ O  | 081 m   | Stahlfachwerkturm |         | EnBW                      |                                             |
| Baden-Württemberg   | Ludwigsburg-Hoheneck     | UW Hoheneck (Amprion)              | 48° 54′ 51″ N, 9° 11′ 33″ O  | 077 m   | Stahlfachwerkturm |         | Amprion                   |                                             |
| Baden-Württemberg   | Pfahlbronn               | UW Pfahlbronn                      | 48° 50′ 33″ N, 9° 39′ 24″ O  | 088 m   | Stahlfachwerkturm |         | EnBW                      |                                             |
| Baden-Württemberg   | Philippsburg             | KKW Philippsburg                   | 49° 15′ 2″ N, 8° 26′ 32″ O   | 120 m   | Stahlfachwerkturm |         | EnBW                      |                                             |
| Baden-Württemberg   | Rheinau                  | Station Rheinau                    | 49° 26′ 28″ N, 8° 32′ 44″ O  | 0? m    | Stahlfachwerkturm |         | RWE                       |                                             |
| Baden-Württemberg   | Rheinau                  | UW Rheinau                         | 49° 26′ 7″ N, 8° 32′ 38″ O   | 0? m    | Stahlfachwerkturm |         | RWE                       |                                             |
| Baden-Württemberg   | Stuttgart-Möhringen      | UW Möhringen                       | 48° 43′ 35″ N, 9° 8′ 0″ O    | 093 m   | Stahlfachwerkturm | 1975    | EnBW                      |                                             |
| Baden-Württemberg   | Waldshut-Tiengen         | UW Tiengen                         | 47° 38′ 9″ N, 8° 15′ 30″ O   | 082 m   | Stahlbetonturm    |         | RWE                       |                                             |
| Bayern              | Eltingshausen            | UW Eltingshausen                   | 50° 9′ 35″ N, 10° 6′ 53″ O   | 0? m    | Stahlfachwerkturm |         |                           |                                             |
| Bayern              | Etzenricht               | UW Etzenricht                      | 49° 37′ 29″ N, 12° 6′ 56″ O  | 055 m   | Stahlfachwerkturm | 1973    | e.on                      | siehe auch GKK Etzenricht                   |
| Bayern              | Meitingen                | UW & Wasserlaufkraftwerk Meitingen | 48° 32′ 48″ N, 10° 51′ 52″ O | 117 m   | Stahlfachwerkturm |         | RWE (Lechwerke) / Amprion |                                             |
| Bayern              | Vöhringen                | UW Vöhringen Amprion               | 48° 16′ 1″ N, 10° 4′ 53″ O   | 096 m   | Stahlbetonturm    |         | Amprion                   |                                             |
| Brandenburg         | Neuenhagen               | UW Neuenhagen                      | 52° 32′ 19″ N, 13° 42′ 17″ O | 0? m    | Stahlfachwerkturm |         | 50Hertz                   |                                             |
| Brandenburg         | Wustermark               | UW Wustermark                      | 52° 33′ 36″ N, 12° 56′ 31″ O | 118 m   | Stahlfachwerkturm |         | E.ON (E.DIS) / 50Hertz    |                                             |
| Bremen              | Bremen-Farge             | Kraftwerk Farge                    | 53° 11′ 58″ N, 8° 31′ 8″ O   | 105 m   | Stahlfachwerkturm |         | Engie                     |                                             |
| Hamburg             | Hamburg-Öjendorf         | UW Hamburg Ost                     | 53° 33′ 18″ N, 10° 9′ 21″ O  | 0? m    | Stahlbetonturm    |         | 50Hertz                   |                                             |
| Hamburg             | Hamburg-Moorburg         | UW Hamburg Süd                     | 53° 29′ 24″ N, 9° 54′ 31″ O  | 0? m    | Stahlfachwerkturm |         | 50Hertz                   |                                             |
| Hessen              | Borken                   | UW Borken                          | 51° 3′ 31″ N, 9° 15′ 29″ O   | 100 m   | Stahlfachwerkturm |         | Tennet TSO                |                                             |
| Hessen              | Bürstadt                 | Station Bürstadt                   | 49° 37′ 56″ N, 8° 25′ 1″ O   | 105 m   | Stahlfachwerkturm |         | RWE                       | (unweit KKW Biblis)                         |
| Niedersachsen       | Conneforde               | UW Conneforde                      | 53° 20′ 10″ N, 8° 3′ 12″ O   | 100 m   | Stahlfachwerkturm |         | Tennet TSO                |                                             |
| Niedersachsen       | Diele                    | UW Diele                           | 53° 7′ 34″ N, 7° 18′ 58″ O   | 0? m    | Stahlfachwerkturm |         | Tennet TSO                |                                             |
| Niedersachsen       | Dollern                  | UW Dollern                         | 53° 32′ 37″ N, 9° 30′ 12″ O  | 0? m    | Stahlfachwerkturm |         | Tennet TSO                |                                             |
| Niedersachsen       | Oldenburg-Wechloy        | UW Wechloy                         | 53° 9′ 13″ N, 8° 10′ 14″ O   | 0? m    | Stahlfachwerkturm |         | e.on                      |                                             |
| Nordrhein-Westfalen | Brauweiler               | UW Brauweiler                      | 50° 57′ 53″ N, 6° 48′ 21″ O  | 076 m   | Stahlfachwerkturm |         | RWE / Amprion             |                                             |
| Nordrhein-Westfalen | Herdecke                 | UW Hagen-Hengstey                  | 51° 24′ 59″ N, 7° 27′ 8″ O   | 079 m   | Stahlbetonturm    |         | RWE                       |                                             |
| Nordrhein-Westfalen | Neubeckum                | UW Neubeckum                       | 51° 48′ 1″ N, 8° 0′ 44″ O    | 0? m    | Stahlfachwerkturm |         |                           |                                             |
| Nordrhein-Westfalen | Rommerskirchen           | UW Rommerskirchen                  | 51° 0′ 37″ N, 6° 41′ 54″ O   | 124 m   | Stahlfachwerkturm |         | RWE (Westnetz) / Amprion  | (unweit Kraftwerk Niederaußem)              |
| Nordrhein-Westfalen | Rosendahl-Osterwick      | ?                                  | 52° 1′ 8″ N, 7° 11′ 1″ O     | 115 m   | Stahlbetonturm    | 1973    | Amprion                   | siehe Lange Ida, 2013 gesprengt             |
| Nordrhein-Westfalen | Wesel-Obrighoven         | UW Obrighoven                      | 51° 38′ 48″ N, 6° 41′ 3″ O   | 115 m   | Stahlbetonturm    | 1972    | Amprion                   | (am ehemaligen KKW Niederrhein) Abriss 2016 |
| Rheinland-Pfalz     | Bell-Gänsehals           | ?                                  | 50° 23′ 50″ N, 7° 12′ 16″ O  | 087 m   | Stahlbetonturm    | 1976/77 | Amprion                   | mit Aussichtsplattform                      |
| Rheinland-Pfalz     | Mutterstadt              | Netzleitstelle Mutterstadt         | 49° 25′ 20″ N, 8° 21′ 11″ O  | 124 m   | Stahlfachwerkturm | 1986    | Pfalzwerke                | (unweit Großkraftwerk Mannheim)             |
| Saarland            | Uchtelfangen             | UW Uchtelfangen                    | 49° 22′ 37″ N, 6° 59′ 53″ O  | 062,5 m | Stahlbetonturm    |         | RWE                       |                                             |
| Sachsen-Anhalt      | Wolmirstedt              | UW Wolmirstedt                     | 52° 16′ 0″ N, 11° 38′ 24″ O  | 0? m    | Stahlfachwerkturm |         | 50Hertz                   |                                             |
| Schleswig-Holstein  | Henstedt-Ulzburg         | UW Hamburg-Nord                    | 53° 45′ 59″ N, 9° 59′ 15″ O  | 099 m   | Stahlfachwerkturm |         | Tennet TSO                | steht über einer Transportstrasse           |
| Schleswig-Holstein  | Norderstedt              | UW Hamburg-Nord                    | 53° 44′ 21″ N, 9° 59′ 3″ O   | 0? m    |                   |         | 50Hertz                   |                                             |
| Schleswig-Holstein  | Schacht-Audorf           | UW Audorf                          | 54° 17′ 37″ N, 9° 43′ 45″ O  | 100 m   | Stahlfachwerkturm |         |                           | in der Nähe des Kraftwerk Audorf            |
| Thüringen           | Remptendorf              | UW Remptendorf                     | 50° 31′ 56″ N, 11° 38′ 47″ O | 0? m    | Stahlfachwerkturm |         |                           |                                             |